# Il giuramento di Diane
Il giuramento di Diane (Getting Gotti), conosciuto anche come Giuramento di Sangue e John Gotti, è un film per la televisione del 1994 diretto da Roger Young, con protagonista Lorraine Bracco nei panni dell'avvocatessa Diane Giacalone.

## Trama
Il boss mafioso John Gotti viene processato per associazione mafiosa, insieme a Sammy Gravano. I due sembra che non abbiano paura della sentenza, poiché hanno dalla loro parte alcuni giurati corrotti. Tuttavia la forza di volontà, il bisogno di giustizia e le straordinarie doti legislative dell'avvocatessa Diane Giacalone, mettono i bastoni tra le ruote del mafioso.

## Interpreti
- Lorraine Bracco nel ruolo di Diane Giacalone
- Anthony John Denison nel ruolo di John Gotti
- Ellen Burstyn nel ruolo di Jo Giacalone
- Kaitlyn Anello nel ruolo di Angela
- Kathleen Laskey nel ruolo di Cassie
- August Schellenberg nel ruolo di Willie Boy Johnson
- Kenneth Welsh nel ruolo di Bennett
- Jeremy Ratchford nel ruolo di Harvey Sanders
- Ron Gabriel nel ruolo di Sammy "The Bull" Gravano
- Peter Boretski nel ruolo di Aniello Dellacroce
- Gene DiNovi nel ruolo di Paul Castellano